# 北九州市立的場池球場
北九州市立的場池球場（きたきゅうしゅうしりつまとばいけきゅうじょう）は、福岡県北九州市八幡西区の的場池公園内にある野球場である。
高校野球の県（北部）大会などでも利用されている。指定管理者はスピナ。
2022年（令和4年）に九州アジアリーグに加入した福岡北九州フェニックスが、同年の9月9日に公式戦（対大分B-リングス）を開催。10対8で北九州が勝利した。

## 施設概要
- 両翼：91m
- 中堅:115m
- 内外野：クレー舗装
- 照明設備：照明灯 - 4基
- 収容人数：6,000人[3]

## 所在地
- 福岡県北九州市八幡西区的場町1-1

## 交通
- JR鹿児島本線 黒崎駅または筑豊電鉄・筑豊電気鉄道線 黒崎駅前駅から路線バスに乗り換え、「北九州ハイツ」バス停下車、徒歩で約2分。